# Kröppelshagen-Fahrendorf
Kröppelshagen-Fahrendorf település Németországban, Schleswig-Holstein tartományban. Lakosainak száma 1304 fő (2023. december 31.). Kröppelshagen-Fahrendorf Escheburg és Geesthacht községekkel határos.

## Népesség
A település népességének változása:
| Lakosok száma | 864  | 1200 | 1308 | 1287 | 1349 | 1345 | 1304 |
|               | 1975 | 2014 | 2017 | 2019 | 2021 | 2022 | 2023 |